# Cryptocephalus majoricensis
Cryptocephalus majoricensis là một loài bọ cánh cứng trong họ Chrysomelidae. Loài này được de la Fuente miêu tả khoa học năm 1918.